# Villaines-sous-Malicorne
Villaines-sous-Malicorne – miejscowość i gmina we Francji, w regionie Kraj Loary, w departamencie Sarthe.
Według danych na rok 1990 gminę zamieszkiwało 725 osób, a gęstość zaludnienia wynosiła 38 osób/km² (wśród 1504 gmin Kraju Loary Villaines-sous-Malicorne plasuje się na 711. miejscu pod względem liczby ludności, natomiast pod względem powierzchni na miejscu 586.).